# Rainer Cadete
Rhayner da Cunha Cadete (Brasília, 24 de julho de 1987) é um ator e cantor brasileiro. Formado pela Casa das Artes de Laranjeiras, iniciou sua carreira nos palcos do teatro no início da década de 2000 e, mais tarde, se tornou conhecido por seus trabalhos na televisão nos anos seguintes. Cadete é ganhador de vários prêmios, incluindo um Prêmio Extra, um Melhores do Ano e um Prêmio Jovem Brasileiro, além de ter recebido indicação para um Prêmio Contigo! de TV.
Cadete fez sua estreia profissional na peça Revolução na América do Sul (2003), de Augusto Boal. Projetou uma carreira promissora nos palcos nos anos seguintes, com destaque em O Muro (2004), Mar Morto (2007) e O Castigo (2007). Após formar-se como ator, ingressou na televisão em uma participação na novela Caras & Bocas (2009), seguido de um papel importante em Cama de Gato (2009). Teve destaque como o advogado Rafael em Amor à Vida (2013), no entanto, foi na pele do booker Visky em Verdades Secretas (2015) que ganhou repercussão nacional.
Nos anos recentes, tem se destacado em novelas, sobretudo em parceria com o autor Walcyr Carrasco, como Êta Mundo Bom! (2016), A Dona do Pedaço (2019), Verdades Secretas II (2021) e Terra e Paixão (2023), sendo indicado ao Melhores do Ano como Melhor Ator Coadjuvante por esta última. Rainer também é conhecido por suas performances teatrais, recebendo elogios por suas participações em Diário de Um Louco (2021), Angels in America (2022) e Norma (2024). Também lançou-se como cantor em 2021 gravando singles e parceria musicais com outros artistas.

## Início da vida

### Família e formação artística
Nascido em Brasília, em 24 de julho de 1987, Rhayner da Cunha Cadete é filho de uma funcionária pública, Ronalda das Graças Cunha, com um médico Davino Cadete. Durante os primeiros anos de sua vida, não teve muito contato com o pai, sendo criado sozinho por sua mãe. Seus pais se divorciaram quando ele tinha apenas um ano. Somente com seus 27 anos, retomou contato com o pai após quase três décadas sem vê-lo. O reencontro surgiu tardio foi incentivado por seus primos distante, moradores de Pernambuco, que, ao ver seu sucesso na televisão passaram a procurá-lo e montaram um fã clube em sua homenagem. Um dos maiores admiradores do ator era justamente seu pai, Davino, que carregava consigo reportagens sobre o trabalho do filho.
Seu primeiro contato com o teatro ocorreu em um curso de formação de atores sob o comando da professora Adriana Lodi, no Espaço Cultural Renato Russo, localizado em Brasília, em 2004. Em seguida, com apenas dezoito anos, em 2005, mudou-se para o Rio de Janeiro e participou da Oficina de Atores da TV Globo e ingressou no curso de formação profissional de atores na tradicional Casa das Artes de Laranjeiras, permanecendo na instituição entre 2008 e 2009. Durante esse período de formação, já frequentava teatros e integrava o elenco de peças profissionais, com destaque em Revolução na América do Sul (2003), O Muro (2004), Mar Morto (2007) e O Castigo (2007).

## Carreira

### 2003—14: Primeiros trabalhos e início na televisão

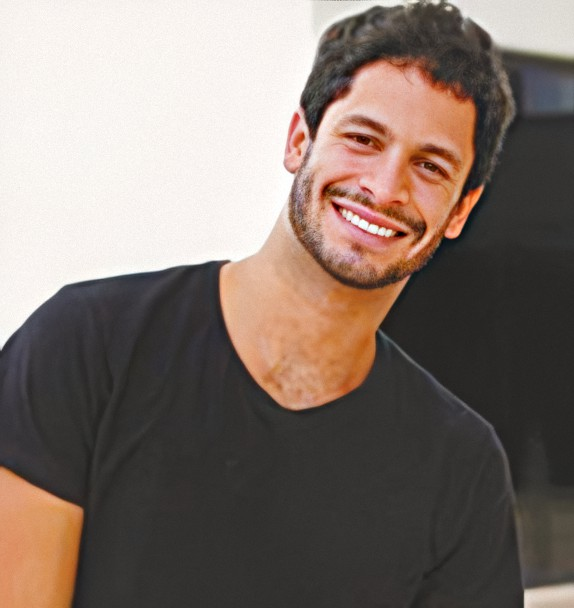
Rainer em Brasília em 2014.

Iniciou sua carreira profissional em 2003 com a peça Revolução na América do Sul, de Augusto Boal, com uma montagem adaptada por Adriana Lodi em Brasília. Em 2004, em mais uma parceria com Lodi, atuou em O Muro, onde se dedicou profundamente à obra The Wall do Pink Floyd, explorando seus temas por um ano ao lado de um talentoso coletivo de artistas, resultando em textos e cenas que refletiam essa construção colaborativa. Já no Rio de Janeiro, esteve na peça O Castigo (2007), assumindo o papel do inconsciente personificado de uma mulher, mergulhando no universo de Freud, o que se conectou com sua formação em psicologia. No musical Mar Morto (2007), inspirado na obra de Jorge Amado, interpretou o personagem Velho Francisco, para o qual se preparou por um ano com intensas aulas de canto e uma imersão no repertório de artistas como Dorival Caymmi, Maria Bethânia e Rita Ribeiro, a fim de capturar a essência do universo do pescador e da cultura da MPB.
Já com um repertório sólido no teatro, em 2009, após concluir seus cursos de formação, realizou testes e foi aprovado para interpretar o protagonista Gabriel da novela Caras & Bocas, de Walcyr Carrasco, em sua fase jovem na primeira fase da trama. Poucos meses de depois, ainda em 2009, foi escalado para a novela das seis Cama de Gato, escrita por Duca Rachid e Thelma Guedes, onde desempenhou o papel de Nuno. Na história, Nuno é um jovem altamente responsável, que ocupa o cargo de gerente geral da loja Aromas. Ele é completamente diferente de seu irmão, Roberto, interpretado por Dudu Azevedo, um modelo que está mais interessado em levar uma vida tranquila e sem preocupações. Esse foi o primeiro trabalho que lhe deu maior visibilidade, sendo indicado a Melhor Ator Revelação no Prêmio Contigo! de TV, em 2010, ao lado de Mateus Solano e Marco Pigossi.
Em 2010, voltou aos palcos do teatro com a peça Os Campeões, de Lygia Fagundes Telles, com adaptação de Francis Mayer. Ele também participou de um musical infantil, Zé Vagão da Roda Fina e sua Mãe Leopoldina (2012), baseado em um texto de Sylvia Orthof, onde interpretou um vagão de trem criança, inspirando-se em seu próprio filho, Pietro, e no sobrinho, Luigi.
O ano de 2013 foi bastante prolífico em sua carreira. No teatro, esteve em Dorotéia, de Nelson Rodrigues,  onde fez sua estreia como produtor e interpretou a personagem Dona Flávia, chegando a raspar o cabelo para a construção do papel. A experiência culminou com a emoção de ser aplaudido em cena aberta no Teatro Nacional da Capital Federal, um marco significativo em sua carreira. Também fez sua estreia no cinema no filme de comédia Cine Holliúdy (2013), de Halder Gomes, no papel do galanteador Shaolin. Ainda neste ano, teve grande repercussão na novela Amor à Vida, de Walcyr Carrasco, interpretando o advogado Rafael Nero, um jovem de boa índole que se apaixona por Linda (Bruna Linzmeyer), um moça autista.
Em 2014, idealizou o projeto Centenário de Vinicius de Moraes, onde convida Ellen Oléria e Maria Gadú para interpretarem os grandes sucessos de Vinícius, ocorrido em outubro na Capital Federal. Ainda dentro do projeto, Rainer interpreta a peça Cordélia e o Peregrino, adaptada por Rodrigo Nogueira. Nesse ano, também aparece no episódio "Eliana, a Aeromoça Tradicional" da série As Canalhas, do GNT. Ainda em 2014, dirigiu o episódio "Amassa", na websérie Mute, que foi o seu primeiro trabalho como diretor.

### 2015—presente:Verdades Secretase sua projeção nacional
Em 2015, em mais uma colaboração com o autor Walcyr Carrasco, deu vida ao booker Visky em Verdades Secretas, trabalho esse no qual se contrastou na televisão e se tornou amplamente conhecido pelo público graças ao carisma de seu personagem. Na trama, seu personagem é um gay afeminado e afetado, responsável por trazer a protagonista Arlete (Camila Queiroz) para a agência de Fanny (Marieta Severo). Ele é cúmplice de sua chefe nos momentos difíceis, vivendo uma relação de devoção pela ex-modelo, a qual ele chama de "absoluta". A performance do ator foi elogiada pela crítica e audiência e lhe rendeu inúmeros prêmios, incluindo o Melhores do Ano e Prêmio Extra de Televisão como melhor ator coadjuvante do ano.
Em 2016, foi escalado para a novela das seis Êta Mundo Bom!, de Walcyr Carrasco, dando vida ao mulherengo Celso Sampaio, o primeiro antagonista de sua carreira. Seu personagem é um boêmio, irmão da vilã Sandra (Flávia Alessandra), sempre disposto a atender aos desejos dela e a colaborar em seus planos para conseguir o dinheiro da tia, Anastácia (Eliane Giardini). No entanto, ele passa por uma transformação ao descobrir o verdadeiro amor, ao se apaixonar pela empregada da tia, Maria (Bianca Bin).
Em 2017, interpreta o procurador Ítalo Agneli no filme Polícia Federal: A Lei É para Todos, de Marcelo Antunez, que retrata a Operação Lava Jato sob o ponto de vista dos investigadores que a protagonizam. Seu personagem é um procurador muito determinado, não tem medo de seguir em frente e acredita que se eles seguirem a lei e os fatos, nada mais importa. Neste ano, também estreia no teatro com a peça Tudo o que Há Flora, escrita pela roteirista Luiza Prado e dirigida por Daniel Herz, numa trama que explora o paradoxo das redes sociais: enquanto a internet aproxima as pessoas e cria conexões globais, ela também intensifica a solidão e a incomunicabilidade. Em 2018, aparece como participante do reality show culinário Super Chef Celebridades, apresentado por Ana Maria Braga, e na série (Des)Encontros, da Sony Channel.
Em 2019, volta às novelas em  A Dona do Pedaço, novamente em parceria com Walcyr Carrasco, na pele do fotógrafo Téo, que atende em um estúdio de influenciadoras digitais e acaba se apaixonando pela vilã Josiane (Agatha Moreira). Nesse ano, faz uma participação como Lampião no filme de comédia Cine Holliúdy 2: A Chibata Sideral, com direção de Halder Gomes. Em 2021, volta a interpretar o booker Visky na novela Verdades Secretas II, a segunda temporada da novela de 2015. Dessa vez o personagem surge repaginado e forma um triângulo amoroso com Lurdeca (Dida Camero) e Joseph (Ícaro Silva).
Rainer, em 2021, lançou-se na carreira musical, investindo em seu talento como cantor. Ele fez uma colaboração com Rodrigo Drade gravando o single "Corro Pra Te Ver Chegar". Ainda em 2021, lançou a faixa "Esse Negócio De Ser Macho", ao lado do cantor Renato Luciano, fundando uma parceria musical intitulada Leves e Reflexivas.
Em 2023, conquista um novo destaque nas novelas como o falso italiano Luigi San Marco em Terra e Paixão, novela das nove escrita por Walcyr Carrasco. Seu personagem conhece Petra (Débora Ozório) pela internet e surge na cidade para casar-se com ela. Trambiqueiro, ele busca influenciar para se tornar o sucessor nos negócios. Ao se aproximar de Petra, torna-se fundamental no processo de combate à sua dependência química. Carismático e persuasivo, acaba conseguindo um emprego na cooperativa local. No decorrer da trama, ele e sua esposa tornam-se amigos, apesar de casados, e ele se envolve com Anely (Tatá Werneck).

## Vida pessoal
Quando tinha 15 anos, conheceu a ex-bailarina do Faustão Lily Alvez, com quem desenvolveu um relacionamento. Em uma entrevista ao jornal Extra, em 2015, Lily revelou que entrou de forma inesperada em uma festa de aniversário do rapaz, e foi assim que os dois se conheceram e se tornaram amigos. Com o tempo, a amizade se transformou em um romance. Em abril de 2007, nasceu o filho do casal, Pietro, quando Rainer tinha apenas 19 anos. O casal permaneceu em namoro até 2008.
Em 2015, Cadete iniciou um relacionamento com a modelo Tatianne Raveli. O casal ficou junto por dois anos e meio, chegou a morar junto, mas terminou em setembro de 2017. Em fevereiro de 2022, Rainer Cadete compartilhou em uma entrevista ao canal Põe na Roda, no YouTube, que se identifica como pansexual. Ele destacou que acredita que a sexualidade é algo muito pessoal e que, muitas vezes, as pessoas geram uma ansiedade excessiva em relação à sexualidade dos outros, algo que ele mesmo já vivenciou.

## Teatro
| Ano  | Título                                      | Personagem                               | Nota(s)              |
| ---- | ------------------------------------------- | ---------------------------------------- | -------------------- |
| 2003 | Revolução na América do Sul                 |                                          |                      |
| 2004 | O Muro                                      |                                          |                      |
| 2007 | Mar Morto                                   | Velho Francisco                          |                      |
| 2007 | O Castigo                                   | Inconsciente personificado de uma mulher |                      |
| 2010 | Os Campeões                                 |                                          |                      |
| 2012 | Zé Vagão da Roda Fina e Sua Mãe Leopoldina  | Zé Vagão da Roda Fina                    |                      |
| 2013 | Doroteia                                    | Dona Flávia                              | Também como produtor |
| 2014 | Nós - O Intervalo em Cordélia e o Peregrino | O Peregrino                              |                      |
| 2014 | O Cachorro Riu Melhor                       | Alex                                     |                      |
| 2017 | Tudo o que Há Flora                         | Armando                                  |                      |
| 2018 | O Louco e a Camisa                          | Beto                                     |                      |
| 2021 | Diário de Um Louco                          | Axenty Ivanovitch Propritchine           |                      |
| 2022 | Angels In América                           | Joe                                      |                      |
| 2024 | Norma                                       | Renato                                   |                      |

## Filmografia

### Televisão
| Ano  | Título                  | Personagem                | Notas                                      |
| ---- | ----------------------- | ------------------------- | ------------------------------------------ |
| 2009 | Caras & Bocas           | Gabriel (jovem)           | Episódios: "13 de abril"                   |
| 2009 | Cama de Gato            | Nuno Alves Moreira        |                                            |
| 2013 | Amor à Vida             | Dr. Rafael Nero           |                                            |
| 2014 | As Canalhas             | Caio                      | Episódio: "Eliana, a Aeromoça Tradicional" |
| 2014 | Mute                    | Cavalheiro                | Episódio: "Amassa"; também como diretor    |
| 2015 | Verdades Secretas       | Visky Borelli Novaes      |                                            |
| 2016 | Êta Mundo Bom!          | Celso Sampaio Carneiro    |                                            |
| 2016 | Dança dos Famosos       | Ele mesmo / Participante  | Temporada 13                               |
| 2018 | Super Chef Celebridades | Ele mesmo / Participante  | Temporada 7                                |
| 2018 | (Des)Encontros          | Felipe                    | Episódio: "Felipe e Marina"                |
| 2019 | A Dona do Pedaço        | Teodoro Pacheco (Téo)     |                                            |
| 2021 | Carcereiros             | Príncipe                  | Episódios: "A Noite Sem Fim - Parte 1 a 4" |
| 2021 | Verdades Secretas II    | Visky Borelli Novaes      |                                            |
| 2023 | Terra e Paixão          | Luigi San Marco / Gabriel |                                            |
| 2025 | Tributo                 | Ele mesmo                 | Episódio: "Walcyr Carrasco"                |
| 2025 | Êta Mundo Melhor!       | Celso Sampaio Carneiro    |                                            |

### Cinema
| Ano  | Título                              | Personagem                            | Nota           |
| ---- | ----------------------------------- | ------------------------------------- | -------------- |
| 2007 | Laquê                               |                                       | Curta-metragem |
| 2013 | Cine Holliúdy                       | Shaolin                               |                |
| 2017 | Polícia Federal: A Lei É para Todos | Ítalo Agneli                          |                |
| 2018 | Dois Barcos                         | Rodrigo                               | Curta-metragem |
| 2019 | Cine Holliúdy 2: A Chibata Sideral  | Virgulino Ferreira da Silva (Lampião) |                |
| 2019 | Carcereiros: O Filme                | Príncipe                              |                |
| 2021 | Intervenção: É Proibido Morrer      | Caio                                  |                |
| 2021 | Virando a Mesa                      | Jonas                                 |                |

## Discografia
| Ano  | Título da Faixa           | Artista /Grupo     | Album/EP        |
| ---- | ------------------------- | ------------------ | --------------- |
| 2021 | Corro pra te ver Chegar   | Rodrigo Drade      | Você Não Presta |
| 2021 | Esse Negócio de Ser Macho | Leves e Reflexivas | Leves           |

## Premiações
| Ano  | Associações                     | Categoria                      | Nomeações            | Resultado | Ref.          |
| ---- | ------------------------------- | ------------------------------ | -------------------- | --------- | ------------- |
| 2010 | Prêmio Contigo! de TV           | Melhor Ator Revelação da TV    | Cama de Gato         | Indicado  |               |
| 2015 | Prêmio Extra de Televisão       | Melhor Ator Coadjuvante        | Verdades Secretas    | Venceu    | [ 19 ]        |
| 2015 | Prêmio Globo de Melhores do Ano | Melhor Ator Coadjuvante        | Verdades Secretas    | Venceu    | [ 18 ]        |
| 2015 | Prêmio Dublagem War             | Dublador                       | Verdades Secretas    | Venceu    | [ 39 ]        |
| 2015 | Prêmio Men of the Year Brasil   | Revelação do Ano               | Verdades Secretas    | Venceu    | [ 40 ]        |
| 2015 | Prêmio Jovem Brasileiro         | Televisão — Melhor Ator        | Verdades Secretas    | Venceu    | [ 41 ]        |
| 2021 | Prêmio RD1 - Melhores do Ano    | Melhor Ator Coadjuvante        | Verdades Secretas II | Venceu    | [ 42 ]        |
| 2021 | Prêmio F5                       | Melhor Ator de Novela          | Verdades Secretas II | Indicado  | [ 43 ]        |
| 2021 | Poc Awards                      | Poc do Ano                     | —                    | Indicado  | [ 43 ] [ 44 ] |
| 2023 | Prêmio ArteBlitz de Novela      | Melhor Ator Coadjuvante        | Terra e Paixão       | Indicado  | [ 45 ]        |
| 2023 | Prêmio Globo de Melhores do Ano | Melhor Ator Coadjuvante        | Terra e Paixão       | Indicado  | [ 46 ]        |
| 2023 | Prêmio Área VIP                 | Melhor Personagem (como Luigi) | Terra e Paixão       | Indicado  | [ 47 ]        |
| 2023 | Melhores do Ano Duh Secco       | Melhor Ator Coadjuvante        | Terra e Paixão       | Indicado  | [ 48 ]        |